# Grażyna Stachówna
Grażyna Hanna Stach (ur. 1951) – polska teoretyczka i historyczka filmu, profesorka nauk humanistycznych. Jej obszarem zainteresowań była historia filmu powszechnego oraz polskiego, a także kultura popularna. 

## Kariera
Ukończyła polonistykę na Uniwersytecie Jagiellońskim. W 1983 doktoryzowała się, a w 1994 w Instytucie Filologii Polskiej na Uniwersytecie Jagiellońskim uzyskała stopień doktorki habilitowanej na podstawie rozprawy Roman Polański i jego filmy. W 2003 otrzymała tytuł profesora nauk humanistycznych. 
W latach 1974–2020 związana zawodowo z Uniwersytetem Jagiellońskim. W Instytucie Sztuk Audiowizualnych Uniwersytetu Jagiellońskiego wykładała historię filmu powszechnego, analizę dzieła filmowego oraz krytykę filmową, prowadziła seminaria magisterskie i doktoranckie. Była także opiekunką naukową Studenckiego Koła Naukowego Filmoznawców, a od 1994 roku przyznawała wyróżniającym się studentom prywatną nagrodę. Pisze dla magazynu „EKRANy”. Była członkinią Komitetu Nauk o Sztuce Polskiej Akademii Nauk.
Wśród wypromowanych przez nią doktorów znalazła się Olga Katafiasz.
W roku akademickim 2019/2020 otrzymała Nagrodę Rektora UJ za wybitne osiągnięcia dydaktyczne Pro Arte Docendi. W 2024 została uhonorowana Nagrodą im. Krzysztofa T. Toeplitza za działalność publicystyczną. 

## Publikacje

### Książki
- 1994: Roman Polański i jego filmy
- 1995: Wstydliwe przyjemności, czyli po co – tak naprawdę – chodzimy do kina (redakcja)
- 1997: Niedyskretny urok kiczu: problemy filmowej kultury popularnej (redakcja)
- 1998: Kobieta z kamerą (redakcja)
- 1999: I film stworzył kobietę (redakcja)
- 2000: Leksykon "100 melodramatów"
- 2001: Niedole miłowania: ideologia i perswazja w melodramatach filmowych
- 2002: Polański od A do Z
- 2003: Autorzy kina europejskiego
- 2004: Autorzy kina polskiego Tom 1 (współpraca z Joanną Wojnicką)
- 2006: Władcy wyobraźni: sławni bohaterowie filmowi
- 2007: Autorzy kina polskiego Tom 2 (współpraca z Bogusławem Zmudzińskim)
- 2007: Autorzy kina polskiego Tom 3 (współpraca z Bogusławem Zmudzińskim)
- 2009: Nie tylko Bollywood (współpraca z Przemysławem Piekarskim)
- 2011: Bollywood − prawdy i mity (współpraca z Katarzyną Magierą)
- 2021: Jańcioland i okolice. Filmowe światy Jana Jakuba Kolskiego
- 2023: Piekła innego. Filmowe adaptacje "Upiora Opery" Gastona Leroux
- 2025: Trzy dwory. O "Pannach z Wilka" – prawdziwych, literackich i filmowych

### Artykuły
- Człowiek zamaskowany, czyli tajemnice Upiora Opery, „Studia Filmoznawcze Uniwersytetu Wrocławskiego" 2005, nr 26
- W stylu punk. Pedro Almodóvar – wstęp do kariery, „Dialog" 2007, nr 2
- Życie piosenkami pisane. Hollywoodzkie biografie Cole Portera [w:] Biografistyka filmowa. Ekranowe interpretacje losów i faktów (2007)
- Socjalistyczne romanse, czyli gorzko-słodkie losy melodramatu w PRL-u [w:] Kino polskie: reinterpretacje. Historia – ideologia – polityka (2008)
- Claude Sautet – Lino, Michel, Yves i inni [w:] Autorzy kina europejskiego Tom 4 (2008)